# Допево
Допево (пол. Dopiewo, нім. Wanenfeld) — село в Польщі, у гміні Допево Познанського повіту Великопольського воєводства.
Населення — 2927 осіб (2011).
У 1975-1998 роках село належало до Познанського воєводства.

## Демографія
Демографічна структура станом на 31 березня 2011 року:
|          | Загалом | Допрацездатний вік | Працездатний вік | Постпрацездатний вік |
| -------- | ------- | ------------------ | ---------------- | -------------------- |
| Чоловіки | 1449    | 307                | 1010             | 132                  |
| Жінки    | 1478    | 292                | 893              | 293                  |
| Разом    | 2927    | 599                | 1903             | 425                  |